# Sint-Maartenskerk (Wulverdinge)
De Sint-Maartenskerk (Frans: Église Saint-Martin) is de parochiekerk van de gemeente Wulverdinge in het Franse Noorderdepartement.

## Gebouw

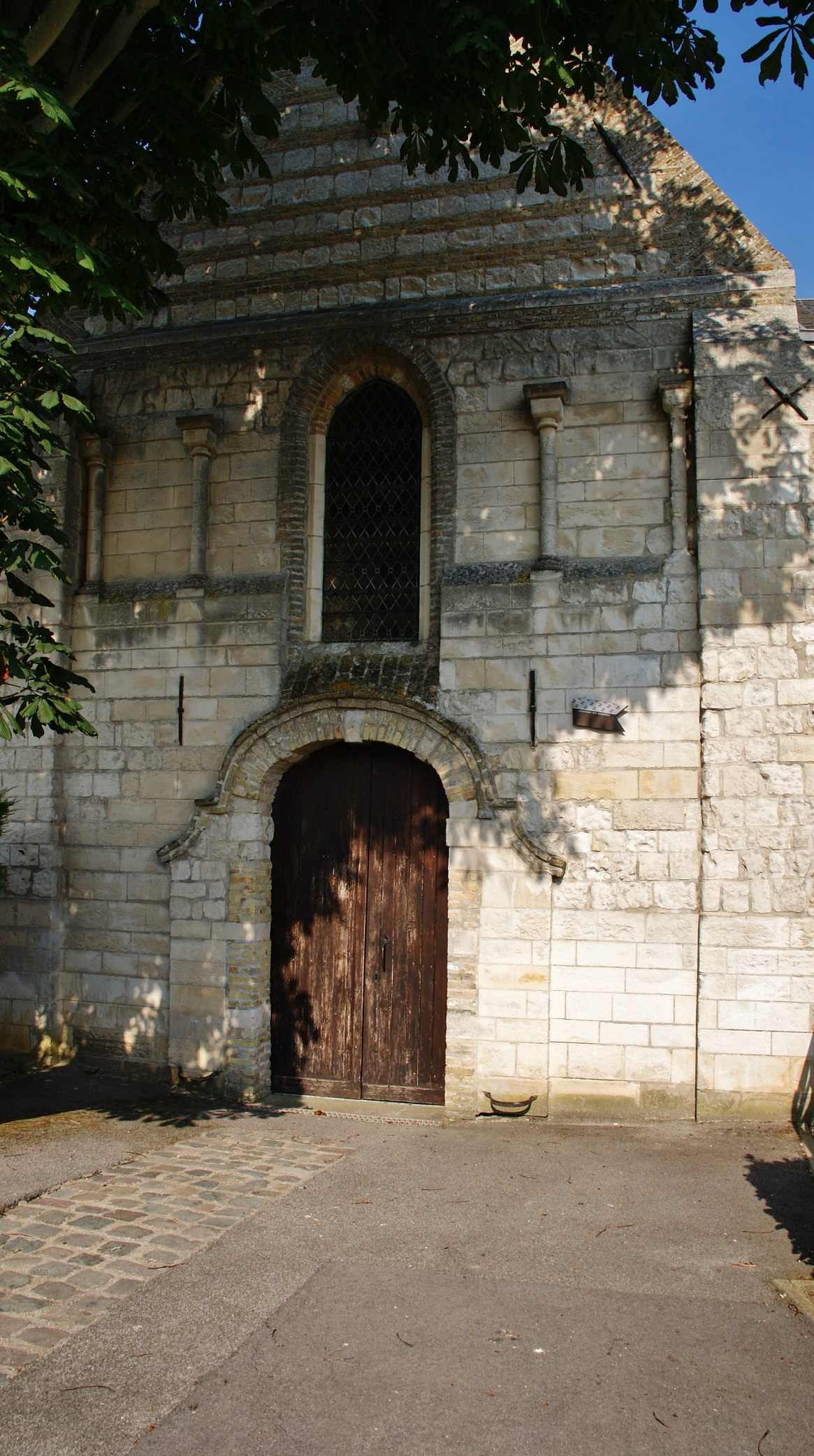
De romaanse westgevel

Het betreft een langgerekt eenbeukig kerkgebouw met in het midden een met leien bedekte dakruiter. Het is een gotische kerk waarvan het oostelijk deel eind 15e eeuw en de overige delen in de 16e en 17e eeuw tot stand kwamen. De westgevel is nog voornamelijk romaans (midden 12e eeuw), en gebouwd in kalksteen. Deze bevatte oorspronkelijk vijf spaarvelden. Het gotisch venster is later aangebracht in het middelste spaarveld.
Ook zijn er speklagen in de geveltoppen aangebracht.
In 2014-2015 werden het dak en de klokkentoren geheel gerestaureerd.

## Interieur
De kerk bezit altaren voor Sint-Pieter en Sint-Maarten, de lambrisering, in rococostijl, en de communiebank zijn 18e-eeuws. De orgelkast is van 1844.